# Wisząca (Karkonosze)
Wisząca (niem. Hăgenstein) – granitowa skałka w Sudetach Zachodnich, w paśmie Karkonoszy.

## Położenie
Wisząca położona jest w południowo-zachodniej Polsce, w Sudetach Zachodnich, w środkowej części Karkonoszy, na północnym zboczu Śląskiego Grzbietu, na grzbiecie odchodzącym na północ od Śląskich Kamieni (Hutniczy Grzbiet), pomiędzy dolinami Sopotu i Czerwienia, w obrębie większej grupy Bażynowych Skał. Leży na wysokości ok. 1200 m n.p.m., na obszarze Karkonoskiego Parku Narodowego.
Utworzona jest z granitu karkonoskiego.